# Spanische Volleyballnationalmannschaft der Männer
Die spanische Volleyballnationalmannschaft der Männer ist eine Auswahl der besten spanischen Spieler, die die Real Federación Española de Voleibol bei internationalen Turnieren und Länderspielen repräsentiert.

## Geschichte

### Weltmeisterschaft
Spanien nahm 1998 zum ersten Mal an der Volleyball-Weltmeisterschaft teil und wurde Achter. 2002 reichte es nur zu Platz 13. Für die WM 2006 konnten sich die Spanier nicht qualifizieren.

### Olympische Spiele
1992 in Barcelona belegte Spanien als Gastgeber den achten Platz. Bei den Spielen 2000 gab es einen neunten Rang. Für Peking 2008 konnte sich der amtierende Europameister nicht qualifizieren.

### Europameisterschaft
Bei den ersten Teilnahmen an der Volleyball-Europameisterschaft kam Spanien 1981, 1985 und 1987 nicht über den letzten Platz hinaus. Nach zwei verpassten Turnieren wurden die Spanier 1993 Neunter. Es folgte eine lange Pause. Bei der EM 2005 unterlagen die Spanier im Spiel um den dritten Platz gegen Serbien und Montenegro. Bei der EM 2007 holten sie – zwei Monate nach dem Gewinn der Europaliga – mit einem knappen 3:2 gegen Russland den Titel.

### World Cup
Spanien war bisher zweimal beim World Cup dabei. 1999 gab es einen sechsten Platz, 2007 reichte es zum fünften Rang.

### Weltliga
In der Weltliga war Spanien von 1995 bis 2004 ununterbrochen vertreten. In den ersten vier Jahren gab es Platzierungen zwischen sieben und zehn. 1999 wurden die Spanier Fünfter. Nach zwei schwächeren Jahren wiederholten sie diesen Erfolg 2002 und 2003. Nach dem siebten Platz 2004 verabschiedete sich Spanien für drei Jahre. Bei der Rückkehr erreichten sie 2008 den 13. Platz.

### Europaliga
Nach zehn Teilnahmen an der Weltliga spielten die Spanier von 2005 bis 2007 in der Europaliga. 2005 wurden sie Dritter, 2006 Sechster. Den Wettbewerb 2007 gewann Spanien mit einem 3:2 im Finale gegen Portugal. Nachdem die Spanier den Bewerb 2008, aufgrund der Teilnahme an der Weltliga, ausließen, erreichten die Mannschaft 2009 und 2010 jeweils erneut das Endspiel, wo man Deutschland bzw. Portugal unterlag.